# Зміна клімату

Зміни температури, вмісту CO_{2} та пилу в льодовиках Антарктики за останні 450 тисяч років за даними зі станції Восток

Змі́на клі́мату — це довгострокові зрушення та зміни температури, опадів, вітрового режиму та інших аспектів кліматичної системи Землі.
Ці зміни можуть бути природними, зумовленими коливаннями сонячної радіації, сейсмічною активністю, виверженням вулканів та природними вуглецевими циклами. Однак у новітній історії термін «зміна клімату» найчастіше використовується для опису значних і швидких змін у глобальному та регіональному кліматі, спричинених людською діяльністю, насамперед викидами парникових газів, таких як вуглекислий газ (CO2), метан (CH4), оксид азоту (N2O) та F-гази.

Зміна середньої температури за 50 років (1973-2023).

Основним джерелом цих викидів є спалювання викопного палива – вугілля, нафти та природного газу – для отримання енергії, а також вирубка лісів, промислові процеси та певні сільськогосподарські практики. З кінця 19-го століття антропогенна (викликана людьми) зміна клімату призвела до підвищення глобальної температури поверхні Землі, відомого як глобальне потепління, що було добре задокументовано численними науковими дослідженнями. Підвищення глобальної температури не пояснюється змінами сонячної активності, яка за минулі 3 століття є відносно стабільною; тоді як зміна концентрації в атмосфері парникових газів, які викликають парниковий ефект, достовірно відповідає підвищенню глобальної температури. Науковий консенсус стосовно зміни клімату (97–99.9%) полягає в тому, що саме людська діяльність, насамперед викиди парникових газів, є основною причиною глобального потепління й зміни клімату.
Наслідки зміни клімату є широкомасштабними, включаючи танення льодовиків і підвищення рівня моря, частіші та сильніші екстремальні погодні явища, а також висихання ґрунтів, порушення екосистем та біорізноманіття. Вплив також поширюється на людські системи, що має наслідки для продовольчої та водної безпеки, здоров'я людей та економічної стабільності.
Міжурядова група експертів зі зміни клімату (МГЕЗК), провідна міжнародна наукова організація, заявила, що для уникнення найнебезпечніших наслідків зміни клімату необхідно обмежити глобальне потепління до рівня нижче 2°C порівняно з доіндустріальним, а також докласти зусиль, щоб утримати зростання температури на рівні 1,5°C. Досягнення цих цілей вимагає значного скорочення викидів парникових газів, переходу на відновлювані джерела енергії, підвищення енергоефективності, оптимізації сільськогосподарських практик, та збільшення природних поглиначів вуглецю, шляхом лісовідновлення та заліснення.
Зміна клімату – це глобальний виклик, який вимагає міжнародної співпраці, а також дій на місцевому рівні, спрямованих на декарбонізацію й зменшення викидів інших парникових газів, та адаптацію до глобальної зміни клімату. Уряди, бізнес, громади та окремі громадяни відіграють важливу роль у подоланні причин та наслідків зміни клімату з головною метою – забезпечити стале та придатне для життя майбутнє для всіх.
Науковці активно працюють, щоб зрозуміти який був клімат у минулому та буде у майбутньому за допомогою спостережень та теоретичного моделювання. Історичні кліматичні дані — занурення у минуле Землі — були відтворені, та й досі триває їх накопичення з геологічних зразків з свердловин, кернів з глибоких шарів льоду, залишків флори та фауни, гляціальних та перигляціальних процесів, стабільних ізотопів та інших методів аналізу осаду, та слідів минулих рівнів моря. Новітні дані збираються за допомогою інструментальних записів. Моделі загальної циркуляції, побудовані за принципами природничих наук, часто використовуються у теоретичних підходах для зіставлення з даними клімату у минулому, щоб прогнозувати та виявляти причинно-наслідкові зв'язки в зміні клімату.

## Термінологія
Найбільш загальне визначення зміни клімату — це зміна статистичних властивостей кліматичної системи, якщо розглядати більш тривалі періоди часу, незалежно від причини. Таким чином, коливання протягом коротших періодів ніж кілька десятиліть, наприклад, таке як Ель-Ніньйо, не є зміною клімату.
Термін іноді використовують спеціально для позначення зміни клімату, що спричинена діяльністю людини, на відміну від змін клімату, що, можливо, відбулись в рамках природних процесів Землі. У цьому сенсі, особливо в контексті екологічної політики, термін зміна клімату стало синонімом антропогенного глобального потепління. У наукових журналах, глобальне потепління означає підвищення температури на поверхні, тоді як зміна клімату включає глобальне потепління і все інше, на що впливає підвищення вмісту парникових газів.

## Чинники впливу на клімат
У найширшому розумінні, кількість енергії, яку Земля отримує від Сонця, та кількість, яку вона віддає у космос, визначають рівноважну температуру та клімат Землі. Ця енергія розповсюджується по земній кулі за допомогою вітрів, океанських течій, та інших механізмів, які впливають на клімати різних регіонів.
Фактори, які формують клімат, називаються кліматоутворювальними чинниками або «зовнішніми механізмами». До них належать такі процеси, як: коливання у сонячному випромінюванні, відхилення орбіти Землі, зміни альбедо або здатності материків і океанів відбивати випромінення, утворення гір та рух материків, та зміни концентрації парникових газів. Існує, також, велика кількість різноманітних зворотних реакцій на зміну клімату, які можуть як збільшувати, так і зменшувати первісний вплив. Деякі частини кліматичної системи, такі як океани та льодовикові шапки, повільно реагують на кліматичні зміни, тоді як інші реагують значно швидше. Існують також ключові порогові фактори, при перевищенні яких можливе настання швидких змін.
Кліматоутворювальні чинники можуть бути внутрішніми або зовнішніми. Внутрішні чинники — це природні процеси, які виникають усередині самої кліматичної системи (наприклад термохалінна циркуляція). Зовнішні чинники можуть бути як природними (наприклад, зміни у сонячному випромінюванні), так і антропогенними (наприклад, збільшення викидів парникових газів).
Незалежно від того, первісні кліматоутворювальні чинники є внутрішніми чи зовнішніми, реакція кліматичної системи може бути швидкою (наприклад, раптове охолодження через розсіяний у повітрі вулканічний попіл, який відбиває сонячне світло), повільною (наприклад, теплове розширення води океану через потепління) або комбінованою (наприклад, раптова втрата здатності поверхні Північно-Льодовитого океану відбивати світло, тобто втрата альбедо, через танення морського льоду внаслідок поступового потепління води). Таким чином, кліматична система може одразу зреагувати, але повна відповідь на дії чинників може зайняти кілька століть, і навіть довше.

### Внутрішні чинники впливу на клімат
Природні зміни у складових кліматичної системи Землі та їх взаємодії спричиняють внутрішню кліматичну мінливість, тобто «внутрішні чинники». Взагалі науковці виділяють п'ять компонентів кліматичної системи Землі, що включають у себе: атмосферу, гідросферу, кріосферу, літосферу (обмежено — поверхневі ґрунти, каміння, та осад), та біосферу.

#### Світовий океан
Океан — це фундаментальна частина кліматичної системи, в якій будь-яка зміна відбувається за довший час, ніж в атмосфері, яка має в сотні разів більше вагу та дуже високу теплову інерцію (наприклад, океанські глибини ще й досі відстають у температурній адаптації від Малого льодовикового періоду).
Короткострокові коливання (від декількох років до декількох десятиліть), такі як Південне коливання Ель-Ніньйо, Тихоокеанське декадне коливання, Північноатлантичне та Арктичне коливання відтворюють мінливість клімату, а не його зміну. На тривалому відрізку часу, перетворення в океанічних процесах, таких як, термогалійна циркуляція, відіграють ключову роль у перерозподілі тепла, повільно виводячи води з надглибоких шарів та розподіляючи тепло у світовому океані.

#### Життя
Життя впливає на клімат через участь у вуглецевому циклі, у кругообігу води, та у таких природних механізмах, як: альбедо, сумарне випаровування, утворення хмар та вивітрювання. Прикладом того, як життя раніше впливало на формування клімату може бути: зледеніння, спричинене розвитком кисневого фотосинтезу 2,3 мільярди років тому, або зледеніння, про яке відомо через давні поклади стійкого до розкладу детриту судинних наземних рослин (утворення вугілля), яке відбулось 300 мільйонів років тому, або закінчення Пізньопалеоценового термічного максимуму 55 мільйонів років тому, внаслідок буйного розростання морського фітопланктону, або реверс глобального потепління 49 мільйонів років тому, спричинений цвітінням арктичної азолли та глобальне охолодження, яке відбулося більше ніж 40 мільйонів років тому через поширення злакових екосистем.

### Зовнішні чинники

#### Зміни орбіти

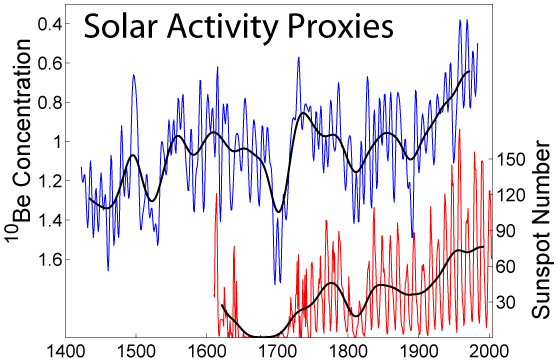
Коливання сонячної активності протягом декількох століть на основі даних спостережень за сонячними плямами та ізотопами берилію. Період довгочасного зменшення кількості сонячних плям наприкінці 17 століття називається Мінімумом Маундера.

Невеликі відхилення орбіти Землі призводять до змін у сезонному розподілі сонячного світла, яке сягає земної поверхні, та його розподіл по всій планеті. Існує дуже маленька зміна у розподілі сонячного світла в середньому за площею але можливі сильні зміни у географічному та сезонному розподілі. Існує три типи зміни орбіти: зміни земного ексцентриситету, зміни кута нахилу осі обертання Землі, та прецесія земної осі. Поєднанні разом, вони представляють собою цикли Міланковича і мають потужний вплив на клімат, проявляються в кореляції з льодовиковими та міжльодовиковими періодами, з наступом та відступом Сахари, та відображені у стратиграфічних записах.
МГЕЗК зазначає, що цикли Міланковича були рушійною силою циклів льодовикового періоду, викиди вуглекислого газу змінювалися із зміною температури «із затримкою у декілька сотень років», а далі, як зворотна реакція на зміни концентрації СО2, відбувалося посилення зміни температури. Зміна температури в океанських глибинах відбувається із затримкою у часі (теплова інерція). Із зміною температури морської води в океані також змінюється розчинність вуглекислого газу.

#### Сонячне випромінювання
Со́нячна акти́вність — термін, що характеризує поточну сонячну радіацію, її спектральний розподіл, супутні електромагнітні явища та зміни в часі характеристик Сонця. Сонячна активність визначається сукупністю фізичних змін, які відбуваються на Сонці. Зовнішні прояви сонячної активності — сонячні плями, факели, флокули, протуберанці тощо. Впливає на зміну погоди та клімату.
Розрізняють періодичні компоненти цих змін, основним з яких є 11-річний сонячний цикл, і аперіодичні зміни.
Зміни світності Сонця за період його спостереження і космічних польотів перебувають у межах точності приладів. Невелика частина ультрафіолетового діапазону змінюється в межах декількох відсотків. Загальна світність Сонця протягом 11-річних циклів активності змінюється на 0,1 % або на 1,3 Вт/м². Повна кількість сонячної радіації, яка надходить до верхньої межі земної атмосфери, становить у середньому 1 366 Вт/м².
Оцінки змін сонячної активності на основі чутливих до клімату радіоізотопних маркерів (проксі[en]) дають різні результати — з одного боку є свідчення дуже незначних змін (~0,1 %) протягом останніх 2 000 років, інші дослідження вказують на збільшення світності на ~0,2 % з початку 17-го ст.
На клімат впливає також вулканічна активність, як, наприклад, у випадку мінімуму Маундера. Крім змін яскравості Сонця, м'якше на клімат впливає сонячний вітер у земній магнітосфері та зміни в ультрафіолетовій частині спектру Сонця. Але ці питання станом на 2009 рік ще слабко опрацьовані.
Сонце — це найголовніше джерело енергії на Землі. Відомо, що на глобальний клімат впливає як довго, так і короткотривале коливання сонячної активності.
Приблизно 3—4 мільярдів років тому сонце випромінювало тільки 70 % потужності, що випромінює зараз. Якби склад атмосфери був такий самий як і сьогодні, то на землі не існувало би зовсім води у стані рідини. Проте, існують ознаки наявності води на ранніх етапах формування землі, у часи Гадейського та Архейського еонів, що привело до так званого Парадоксу слабкого молодого Сонця. Гіпотези, що висуваються для розв'язання цього парадоксу, базуються на тому, що атмосфера землі на той час значно відрізнялась ніж зараз, і мала набагато вищу концентрацію парникових газів. Протягом наступних 4 мільярдів років збільшилась інтенсивність сонячного випромінювання та змінився склад атмосфери. Найбільш визначальним перетворенням була киснева катастрофа — насичення киснем атмосфери, що відбулася близько 2,4 мільярдів років тому. Протягом наступних 5 мільярдів років сонце остаточно загине: спочатку стане червоним гігантом, а потім білим карликом. Ці процеси матимуть надзвичайні наслідки для клімату Землі, оскільки під час фази червоного гіганту можлива загибель будь-якої форми життя, що до того часу вижила.
Сонячне випромінювання також змінюється у короткотерміновий період, виділяють 11-річний сонячний цикл та інші триваліші модуляції. Вважається, що коливання у сонячній активності було причиною малого льодовикового періоду та деякого потепління клімату, що відбулося у 1900—1950 роки. Циклічна природа сонячної активності ще не до кінця вивчена; вона відрізняється від тих повільних змін, які супроводжують розвиток і старіння Сонця. Дослідження показують, що сонячна мінливість вже має наслідки, до яких відносяться Мінімум Маундера, який відбувався з 1645 по 1715 роки н. е., частково малий льодовиковий період 1550—1850 років н. е., яке було відзначене відносним похолоданням та значним заледенінням ніж століття до та після. Деякі дослідження вказують на те, що сонячна радіація збільшується від циклічної активності сонячних плям, спричиняючи глобальне потепління, але на клімат можуть впливати усі ці чинники разом (сонячне випромінювання, радіаційний вплив від діяльністю людини, та інше).
Цікаво, що дослідження 2010 року припускає, «що наслідки сонячної мінливості на температуру усієї атмосфери можуть бути протилежними тим, що наразі очікуються».
У прес-релізі за серпень 2011 року ЦЕРН опублікувала в журналі Nature перші результати своїх експериментів CLOUD. Результати показують, що іонізація від космічних променів значно посилює утворення аерозольних сполучень зі вмістом сірчаної кислоти та води, але в нижніх шарах атмосфери, де також має бути аміак, це є недостатньою умовою утворення аерозолів та мають бути додатково утворені залишки випаровування. Наступним кроком є дослідження цих залишків випаровування, зокрема вивчення їх походження: чи то від діяльності людини, чи то природне.
У вересні 2014 завідувач сектором космічних досліджень Сонця Х.Абдусаматов прокоментуаав дані спостережень, що проводилися в Головній (Пулковській) астрономічній обсерваторії РАН. Глобальне потепління, яке спостерігалось в XX ст., відбувалося і на Марсі, і на інших планетах Сонячної системи. Квазідвостолітня зміна потужності випромінювання Сонця призводить до зміни клімату всієї Сонячної системи. Х.Абдусаматов особливо підкреслює, що протягом останніх 17 років, з 1997 р, рівень вуглекислого газу в атмосфері зростає в тому ж темпі, що і раніше. У той же час відбувається стабілізація температур. Потужність випромінювання Сонця послідовно зменшується з 1990 р і до сих пір продовжує прискорено зменшуватися. З 1990 року Сонце не гріє Землю як раніше. Настає «сонячна осінь», яка триватиме умовно до 2060 р потім у Сонячній системі настане «сонячна зима» . А на початку XXII в. настане «сонячна весна».

#### Вулканізм
Виверження вулканів вивільняють аерозолі та гази в атмосферу. Потужні виверження, здатні вплинути на клімат, трапляються у середньому кілька разів на 100 років, та спричинюють похолодання (частково блокуючи передачу сонячної радіації на поверхню Землі) на декілька років.
Наприклад, виверження вулкана Пінатубо в 1991 році, друге найбільше наземне виверження 20-го століття (після виверження вулкана Новарупта у 1912 році) істотно вплинуло на клімат. Глобальна температура знизилась приблизно на 0,5 °C (0,9 °F). Виверження вулкана Тамбора у 1815 році спричинило Рік Без Літа. Гігантські виверження, що формують найбільші магматичні провінції, трапляються всього кілька разів в сто мільйонів років, але вони можуть спричинити глобальне потепління та вимирання видів.
Вулкани є частиною геохімічного циклу вуглецю. Впродовж багатьох геологічних періодів вони вивільняли діоксид вуглецю з кори та мантії Землі, перешкоджаючи поглинанню осадовими породами та іншими геологічними поглиначами вуглецевого газу. Проте, цей внесок не порівняється за обсягами з антропогенними викидами вуглекислого газу, які, за оцінками Геологічної служби США, в 100—300 разів перевищують кількість СО2, емітованого вулканами. Згідно опублікованих досліджень річний обсяг вулканічних викидів вуглекислого газу, включаючи викиди, що вивільняються з серединно-океанічних хребтів, вулканічних дуг та активних вулканів, дорівнює приблизно 3—5 дням обсягу викидів спричинених діяльністю людини. Річний обсяг антропогенних викидів може бути набагато більшим, ніж обсяг викидів, що вивільнює супер виверження, останнє яке трапилось в Індонезії 74000 років тому — виверження вулкана Тоба.
І хоча формально вулкани — це частина літосфери, яка сама є частиною кліматичної системи, МГЕЗК визначає вулканізм як зовнішній чинник.

#### Тектоніка літосферних плит
Протягом багатьох мільйонів років, тектонічні плити рухаючись формують суходіл та океанічний простір і створюють рельєф. Це може вплинути як на глобальні, так і на локальні, кліматичні умови та циркуляцію між атмосферою і океаном.
Положення материків визначає геометрію океанів, і таким чином, впливає на схему циркуляції океану. Розташування морів має важливе значення у розподілі передачі тепла та вологи по всьому світу, тим самим, впливаючи на глобальний клімат. Останнім прикладом тектонічного впливу на циркуляцію океану є формування Панамського перешийка близько 5 мільйонів років тому, закривши, таким чином, шлях для прямого змішування вод Атлантичного і Тихого океанів. Це сильно вплинуло на динаміку океану, утворився Гольфстрім і можливо льодовий покрив Північної півкулі. Під час кам'яновугільного періоду, близько 300—360 мільйонів років тому, можливо тектоніка плит стала причиною утворення масштабних покладів вуглецю та збільшення заледеніння. Геологічні дані вказують на «потужну мусонну» схему циркуляції під час існування суперконтиненту Пангея, і моделювання клімату підтверджує, що існування суперконтиненту сприяло утворенню мусонів.
Також важливе значення має розмір континентів. Через стабілізуючий вплив океанів на температуру, річні коливання температури, як правило, нижчі в прибережних районах, ніж вглиб континенту. Більший суперконтинент матиме, таким чином, більшу площу, на якій клімат буде мати потужнішу сезонність, ніж кілька менших континентів або островів.

#### Антропогенна дія на зміну клімату
У розрізі зміни клімату, антропогенні чинники — це діяльність людини, яка має вплив на клімат. Науковий консенсус з питань зміни клімату полягає в тому, «що клімат змінюється і що ці зміни у більшості випадків викликані діяльністю людини», і те, що вони «в значній мірі незворотні».
Серед антропогенних чинників найбільше занепокоєння викликає підвищення концентрації вуглекислого газу в результаті викидів від спалювання викопного палива, а потім аерозолів (твердих часток в атмосфері) і вуглекислий газ, що викидається при виробництві цементу.
Інші чинники також викликають занепокоєння, наприклад: землекористування, зменшення озонового шару, тваринництво, вирубка лісів, як окремо, так і разом з іншими чинниками, вони впливають на клімат, мікроклімат, та на кліматичні показники.

#### Ліси
У 2010—2019 роках бразильський басейн Амазонки виділив 16,6 мільярда тонн CO2, а поглинув 13,9 мільярда тонн. Використовуючи нові методи аналізу супутникових даних, розроблені в Університеті Оклахоми, міжнародна група дослідників вперше показала, що деградовані лісу є значнішим джерелом викидів CO2, ніж пряма вирубка лісів, що призводять до потепління планети.
За той же 10-річний період деградація, викликана фрагментацією, вибіркової вирубкою або пожежами, які пошкоджують, та не знищують дерева, викликала в три рази більше викидів, ніж пряме знищення лісів.
У басейні Амазонки знаходиться близько половини тропічних лісів світу, які більш ефективно поглинають і накопичують вуглець, ніж інші типи лісів. Якщо регіон стане джерелом, а не «поглиначем» CO2, боротися з кліматичною кризою буде набагато складніше.
Наземні екосистеми в усьому світі були вирішальним союзником в боротьбі з викидами CO2, які в 2019 році перевищили 40 мільярдів тонн.

## Фізичні докази та приклади зміни клімату
Факт зміни клімату підтверджується даними із різноманітних джерел, які також можуть бути використані для відтворення попередніх кліматів. Зрозуміло, що запис більш-менш достовірних даних температури поверхні ведеться з середини-кінця 19 століття. Для більш ранніх періодів існують непрямі докази — припускається, що кліматичні зміни відображуються так званими проксі-даними, тобто індикаторами, які відбивають клімат, наприклад рослинність, льодяні керни, дендрохронологія, підвищення рівня моря та гляціологія.

### Температурні вимірювання та проксі-дані
Апаратні температурні дані з метеостанцій доповнюються даними з радіозондів, отримані під час екстенсивного моніторингу атмосфери до середини 20 століття, та починаючи з 70-х років, даними із супутників. Прикладом температурного проксі-методу є метод вимірювання співвідношення ізотопів кисню 18O/16O у зразках вапняного шпату та льодового керну, цей метод використовується для визначення температури океану у далекому минулому.

### Історичні та археологічні докази
У недалекому минулому ефект зміни клімату можна визначити через відповідні зміни у структурі заселення та сільського господарства. За допомогою археологічних знахідок, усної історії та історичних документів можна зазирнути у минулі зміни, що сталися у кліматі. Зі зміною клімату пов'язується руйнування багатьох цивілізацій.

### Льодовики

Ця графічна анімація, побудована за даними супутників, зображує щорічне зменшення льодового покрову Арктичного моря починаючи з 1979 року. Протяжність льодового покрову за вересень 2010 була однією з найнижчих.

Вважається, що найбільш чутливими індикаторами зміни клімату є льодовики. Їх розмір визначається масовим балансом між надходженням снігу та таненням. При підвищенні температури льодовики будуть відступати, якщо не збільшуватимуться снігові опади, які компенсують додаткове танення; також вірне і зворотне твердження.
Льодовики збільшуються та зменшуються завдяки обом факторам: природній мінливості та зовнішнім чинникам. Мінливість температур, опадів, льодовикової та підлідної гідрології мають сильний вплив на розвиток льодовика у певній порі року. Тому треба усереднювати дані по десятирічній або більш тривалій часовій шкалі та/або по багатьох окремих льодовиках для усунення локальної короткострокової мінливості та отримання кліматичної історії льодовиків.
Інвентаризація льодовиків світу проводиться починаючи з 1970-х років, спочатку її робили за допомогою аерофотозйомки та мап, зараз більш надійними джерелами є супутники. Такий збір даних дає змогу простежити за більш ніж 100 тисячами льодовиків, які вкривають близько 240 тис. км² загальної площі та зробити попередні оцінки щодо решти льоду, який вкриває приблизно 445 тис. км². Всесвітня служба моніторингу льодовиків збирає щорічні дані відступу та масового балансу льодовиків. Виходячи з цих даних, зафіксовано, що льодовики по всьому світу помітно зменшуються, сильний відступ льодовиків відбувся у 1940 роки, стабілізація або збільшення відбувались протягом 1920-х та 1970-х років, та знову відступ почався у середині 1980-х років до сьогодні.
Найбільш помітними кліматичними процесами починаючи з середини та до пізнього Пліоцену (приблизно 3 мільйони років тому) є льодовикові та міжльодовикові цикли. Сучасний міжльодовиковий період триває вже близько 11 700 років. Спричинені змінами орбіти, зворотні реакції, такі як збільшення та зменшення континентальних льодових щитів та помітні зміни рівня моря допомогли створити клімат. Інші зміни, в тому числі Події Хайнріха, Осциляція Дансгора-Ешгера та Пізній Дріас, проте, демонструють яким чином мінливість льодовиків може також впливати на клімат без орбітального чинника.
Льодовики лишили позаду себе морени, які містять багато матеріалу, у тому числі органічні речовини, кварц та калій, за якими можна визначити час — документуючи дані періодів в яких льодовик збільшувався або відступав. Аналогічно, за допомогою методів тефрохронології, відсутність льодового покриву може бути ідентифікована за наявності ґрунту або вулканічних горизонтів тефри, час покладу якої може також бути встановлений.

### Зменшення льодового покрову Арктичного моря
Наступним доказом швидких змін клімату є зменшення льодового покрову арктичного моря протягом останніх декількох десятиліть, як за площиною, так і за товщиною. Морська крига — це заморожена морська вода, що плаває на поверхні океану. Вона вкриває мільйони кілометрів полярних районів в залежності від сезону. В Арктиці морський лід залишається рік від року, подекуди майже весь лід Південного океану або Антарктичного моря повністю тане та утворюється заново кожного року. Супутникові спостереження показують, що крига арктичного моря наразі зменшується на 11,5 % кожні десять років відносно середнього з 1979 по 2000 рр.

### Рослинництво
Зміна видів, методів розповсюдження та площі покриття рослинами може спричинити зміни клімату. Результатом деяких змін у кліматі може бути збільшення опадів та потепління, що в свою чергу посилить зростання рослин та наступне зменшення рівня вуглецю. Поступове потепління в будь-якому районі призводить до більш раннього цвітіння та плодоносіння, спричинюючи зміни у життєвому циклі залежних організмів. І навпаки, похолодання призводить до затримки у рослинних біо-циклах. Однак, великі, або швидкі, або більш радикальні зміни можуть спричинити так званий вегетативний стрес, тобто за певних обставин стрімке зменшення рослинництва та утворення пустель. Такий випадок стався під час Колапсу тропічного лісу в кам'яновугільний період, який відбувся 300 мільйонів років тому. На даний час велика кількість тропічних лісів вкриває екваторіальні території Європи та Америки. Зміна клімату спустошила ці тропічні джунглі різко подрібнюючи природне середовище на ізольовані острівці та знищуючи багато рослин та тварин.
Дані зі супутників останніх десятиліть показують, що світова земна первинна нетто-продуктивність збільшилась на 6 % з 1982 по 1999 рр., де найбільше збільшення відбулося в тропічних лісах, а потім зменшилась на 1 % з 2000 по 2009 рр.

### Аналіз пилку

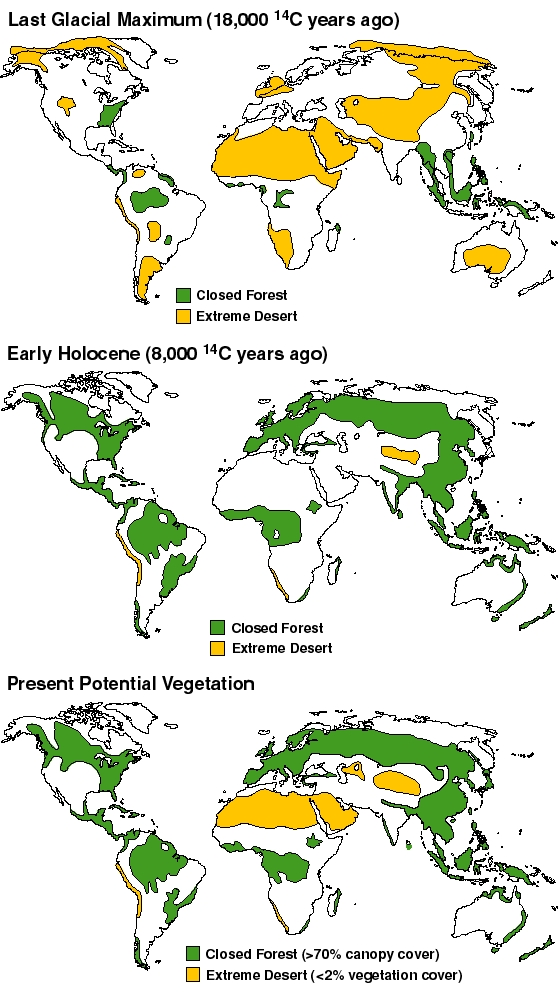
Зверху: Аридний клімат льодовикового періодуПосередині: Атлантичний період, теплий та вологийВнизу: Потенційна рослинність за умов нинішнього клімату, якби не вплив на клімат діяльності людини, наприклад, такий як сільське господарство.

Палінологія — це дослідження сучасних та викопних залишків поліноморфів, в тому числі пилку. За допомогою палінології можна визначити географічне розповсюдження видів рослин, які, в свою чергу, видозмінюються під впливом інших кліматичних умов. Різноманітні групи рослин мають пилок характерної форми та особливої текстури, й доки зовнішня поверхня пилкового зерна складається з життєздатного матеріалу, вони можуть протистояти розкладанню та гниттю. Зміни у видах пилку, знайдених в різних шарах осаду в озерах, болотах, або в дельтах рік, вказують на зміни у рослинних угрупованнях. Часто, такі зміни є ознакою зміни клімату. Наприклад, палінологічні дослідження були використані для відстеження зміни структури рослинності протягом Четвертинного зледеніння, особливо під час Останнього льодовикового максимуму.

### Опади
Атмосфе́рні о́пади — вода в рідкому чи твердому стані, що випадає з хмар чи безпосередньо з повітря на земну поверхню та предмети. З хмар випадають: дощ, мряка, сніг, мокрий сніг, крупа, град, льодяний дощ. З повітря виділяються: роса, рідкий наліт, іній, твердий наліт, паморозь.
Конвективні опади
Випадання атмосферних опадів із хмар відбувається в результаті укрупнення частинок вже існуючих хмарних елементів (крапель або кристалів) до розмірів, при яких вони здобувають помітну швидкість падіння. Найбільші кристалічні елементи, випадаючи з хмари, зіштовхуються з переохолодженими краплями, приморожуючи їх до себе, або змерзаються між собою, утворюючи пластівці. Перейшовши в атмосферні шари з температурами вище 0 °C, тверді частки тануть, утворюючи краплі дощу. При низьких температурах повітря (близько 0 °C і нижче) тверді частки досягають земної поверхні не розтанувши (сніг, крупа й ін.). У теплу пору року можливе випадіння граду. У краплинно-рідких хмарах при позитивних або негативних, але близьких до 0 °C температурах атмосферні опади можуть виникати внаслідок злиття, або коалесценції хмарних елементів. В результаті цього може випадати дрібний дощ або мряка.
Орографічні опади
Залежно від механізму розвитку й структури хмар, що дають атмосферні опади, розрізняють обложні атмосферні опади — помірної інтенсивності, але тривалі, із шарувато-дощових хмар, зливові — з купчасто-дощових хмар і мрячні — із шаруватих хмар.
Атмосферні опади, що виділяються на земній поверхні (так звані наземні гідрометеори), — це роса, паморозь, іній, рідкий і твердий наліт та ін.; особливе значення має ожеледь, аналогом якої у вільній атмосфері є зледеніння літака в польоті.
Вимірюються атмосферні опади дощомірами, опадомірами, плювіографами на метеорологічних станціях, а для великих площ — за допомогою радіолокації. Кількість опадів виражається в мм шару води, що випала, а інтенсивність — у міліметрах на хвилину, годину, добу.
Атмосферні опади — одна з ланок кругообігу води на Землі. Кількість атмосферних опадів, багаторічний, середньомісячний, сезонний, річний, їхній розподіл по земній поверхні, річний і добовий хід, повторюваність, інтенсивність тощо є визначальними характеристиками клімату, що мають істотне значення для сільського господарства й багатьох інших галузей народного господарства. Все більшого значення набуває штучне викликання атмосферних опадів, що полягає в тому, що в хмару вводять реагенти, які сприяють утворенню крижаних кристалів у водяних хмарах, а в змішаних хмарах прискорене їхнє укрупнення.

Кількість опадів у минулому у наш час може бути оцінена за допомогою глобальної мережі датчиків-опадомірів. Поверхня океану та віддалені райони відносно розсіяні, проте, ігноруючи інтерполяцію, супутникові дані були доступні починаючи з 1970 років. Вимірювання кліматичних варіацій опадів попередніх віків та епох недостатньо достовірні, проте їх можна приблизно оцінити за допомогою проксі-методів, таких як: морські осади, льодовикові керни, печерні сталагміти та річні кільця дерев.
Температура клімату значно впливає на формування опадів. Наприклад, під час Останнього льодовикового максимуму, який стався 18000 років тому, рівень термально-залежного випаровування води з поверхні океану на континенти був низьким, призводячи до утворення великих за площею екстремальних пустель, таких як полярні пустелі (холодно але з низьким рівнем опадів). До того, клімат землі був більш вологим ніж на початку теплого Атлантичного періоду, який почався 8000 років тому.
За 20 століття розрахункова загальна кількість світових опадів збільшилась приблизно на 2 %, хоча розрахована тенденція змінюється в залежності від вибору граничних часових меж, та ускладнюється коливанням Ель-Ніньйо та іншими коливаннями, включаючи збільшення загальної кількості світових опадів протягом 50-х та 70-х років, аніж у 80-х та 90-х років незважаючи на позитивну тенденцію протягом століття в цілому. Також спостерігається подібне незначне збільшення загальної кількості річкового стоку та середнього рівня вологості ґрунту.

### Дендрокліматологія
Дендрокліматологія — відтворення клімату минулого за інформацією про деревні кільця. Широкі та товсті кільця свідчать про плодючий, з достатньою кількість води вегетаційний період, і навпаки: тонкі та вузькі кільця свідчать про менш привабливі умови для зростання: води було недостатньо та інше.

### Льодовикові шапки
Результати дослідження льоду з кернів видобутих з льодовикових щитів, наприклад з Антарктичного льодовикового щиту, демонструють зв'язок між температурою та коливаннями рівня світового моря. Повітря, що збереглося в кульках льоду, також вказує на коливання рівня вуглекислого газу в атмосфері далекого минулого до впливу сучасного середовища. Дослідження льодових кернів стало визначним індикатором змін рівня вуглекислого газу, що відбулося протягом багатьох тисячоліть, та продовжує надавати цінну інформацію щодо відмінностей між давніми та сучасними атмосферними умовами.

### Тварини
Залишки жуків та комах у воді та земних осадах — звичайне явище. В різних кліматичних умовах находять різні види жуків. Беручи до уваги широке розповсюдження комах, генетична структура яких майже не змінилась за тисячоліття, знання сучасних кліматичних зон розповсюдження різних видів, та вік осаду, в якому можна знайти залишки комах, можна визначити умови давнього клімату.
Так само, існує міцний зв'язок між кліматичними умовами та історичною поширеністю різноманітних видів риб. Зміни у первинній продукції автотрофних організмів в океанах можуть впливати на морські харчові ланцюги.
Тварини та птахи частково адаптуються до змін клімату, їхній життєвий цикл суттєво змінюється. Зокрема, комахи можуть розмножуватися раніше. Загалом, ті види, що швидше дають потомство, мають тенденцію до швидшої адаптації.

### Зміна рівня світового моря
Здебільшого, зміну рівня світового моря було оцінено за допомогою мареографів, дані, з яких зібрані за тривалий період минулого століття для визначення довготривалої середньої. Зовсім недавно, дані з висотомірів, разом з точно визначеними орбітами супутників, дозволили визначити більш точно зміну рівня світового моря. Для визначення рівня моря до застосування інструментальних засобів, вчені використовували дані з коралових рифів, які ростуть поблизу поверхні океану, прибережних осадів, морських терас, ооідних часток у вапняку, та прибережних археологічних знахідок. Здебільшого використовуються наступні методи визначення віку: ряд урана та радіо вуглецевий, іноді, вік терас, які пережили падіння відносного рівня моря, визначають за допомогою космогонічних радіоактивних ізотопів. На початку Пліоцену, глобальна температура була на 1-2˚C тепліше, ніж температура нині, але рівень моря був на 15—25 метрів вищий, ніж сьогодні.